# De minionen
Heer Bommel en de minionen (in boekuitgaven/spraakgebruik verkort tot De minionen) is een verhaal uit de Bommelsaga, geschreven en getekend door Marten Toonder. Het verhaal verscheen voor het eerst op 12 mei 1980 en liep tot 15 augustus van dat jaar. Thema van het verhaal is tijdreizen.

## Natuurwetenschappelijke achtergrond
In deel III van zijn autobiografie: Onder het kollende meer Doo, ISBN 90-234-3562-1, geeft Marten Toonder enige uitleg. Tijdens het ontdekken van de fotonen werd met de mogelijkheid rekening gehouden, dat fotonen sneller zouden kunnen reizen dan het licht (pagina 292). In werkelijkheid bleek hun snelheid echter gelijk aan die van het licht.
In 2011 ontstond er even opwinding bij het onderzoekinstituut CERN, toen het leek alsof neutrino's zich toch sneller verplaatsten dan het licht. Dit bleek uiteindelijk aan een fout in de apparatuur te liggen.

## Voetnoot
1. ↑   Van 12 april tot 12 mei was heer Bommel op vakantie.
2. ↑   Gebaseerd op het uitsluitingsprincipe van Pauli
3. ↑  Mogelijke meetfout CERN zou Einstein toch gelijkgeven, RTL Nieuws, 23 februari 2012

## Hoorspel
- De minionen in het Bommelhoorspel